# Проти деградації освіти
Кампа́нія «Про́ти деграда́ції осві́ти» (ПДО) — всеукраїнська громадянська кампанія із недопущення ухвалення проєктів Законів України «Про вищу освіту» № 7486-1, 9655 та 1187. Тривала з 2010 по 2013 роки. З червня 2013 року кампанія відбувалась також проти ухвалення законопроєкту № 2060а, з метою захистити ЗНО від знівелювання його значення (у рамках кампанії на захист ЗНО). Результатом стало неухвалення всіх проєктів законів, проти яких виступала громадськість, а також ухвалення після перемоги Євромайдану у 2014 році законопроєкту № 1187-2, який розробляли та підтримували зокрема активісти кампанії.

## Причини виникнення
8 листопада 2010 року МОН оприлюднює у новій редакції законопроєкт «Про вищу освіту». У деяких активних студентських та громадських середовищах одразу виникає занепокоєння, оскільки у документі передбачено низку норм, які сприяють поглибленню корупції у вищих навчальних закладах, підсилюють комерціалізацію освіти, обмежують студентське самоврядування. Зокрема, новим проєктом закону, у порівнянні з чинним законом № 2984-14, дозволялося необмежено збільшувати платню студентам-контрактникам протягом строку навчання, скасовувалась гарантія про прийняття на перший курс за безплатною формою навчання студентів дистанційної (заочної), вечірньої та екстернатної форм навчання, зникли положення про мінімальну межу фінансування підготовки кадрів та можливості поєднання форм навчання, скорочувалось держзамовлення на 42 % та з'явилось багато заплутаних і юридично неправильних формулювань.
Цікаво, що більшість «небезпечних» норм були сформульовані ще у 2008 році за часів перебування на посаді міністра освіти і науки Івана Вакарчука.

## Учасники
12 жовтня 2010 року Незалежна студентська профспілка «Пряма дія» спільно з ВМО «Фундація регіональних ініціатив» проводять всеукраїнську акцію проти запровадження Кабінетом Міністрів України платних послуг у ВНЗ постановою № 796. Після цього київський осередок Громадянського руху «Відсіч», активного учасника «АнтиТабачної кампанії», налагоджує зв'язок із організаторами акцій для скоординованих дій у питаннях освіти.
Після декількох міжорганізаційних зборів протягом грудня 2010 — січня 2011, коли стало відомо про реєстрацію законопроєкту № 7486-1, до участі у новоствореній кампанії долучаються «Спудейське братство НаУКМА» та «Студколегія НаУКМА», однак дуже скоро вони перестають фігурувати організаторами. Переважно ті самі люди у рамках кампанії називають себе у подальшому «Ініціативна група НаУКМА». У першому протесті 31 січня 2010 року також брали участь Братство бойового звичаю «Спас» та «Центр візуальної культури».
З березня 2011 року до участі у кампанії долучається Українська асоціація студентського самоврядування.
З жовтня 2011 року з активістами ГР «Відсіч» як журналісти налагоджують контакти представники Громадянської служби «Свідомо», одразу ставши до співпраці у рамках кампанії «Проти деградації освіти».

## Хронологія подій

### 2010 рік

#### Листопад
- 8 листопада 2010 року МОН надсилає своїм регіональним управлінням та керівникам ВНЗ I-IV рівнів акредитації лист № 1/9-796 «Щодо проєкту Закону України „Про вищу освіту“ (нова редакція)»[11], після чого у короткі строки про нього стає відомо широкому колу громадськості. У документі виклали законопроєкт та висловили готовність до його просування задля ухвалення у Верховній Раді.[2] Після оприлюднення студентські активісти починають аналітичну роботу, проводять консультації та обговорення щодо змісту проєкту закону та подальших дій з недопущення його ухвалення.

#### Грудень
- 22 грудня 2010 року у Верховній Раді України відбувається реєстрація законопроєкту «Про вищу освіту» № 7486-1 за поданням народних депутатів від провладної більшості Єфремова О. С., Луцького М. Г. та інших.

### 2011 рік

#### Січень
- 20 січня 2011 року відбувається прес-конференція активістів з Києво-Могилянської академії проти норми законопроєкту № 7486-1, згідно з якою університет мав стати коледжем[12][13][14].

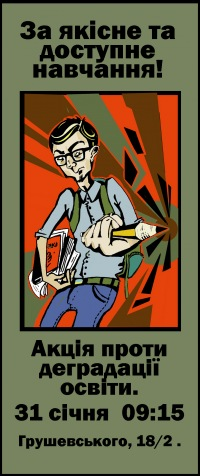
Інтернет-аватар до акції «Проти деградації освіти» 31 січня 2011 року

- 31 січня 2011 року починається кампанія «Проти деградації освіти». По всій країні пройшли протести проти зареєстрованого у Верховній Раді законопроєкту № 7486-1[15]. У Києві акція проходила під стінами Комітетів Верховної Ради. Учасники майстрували і запускали літачки із конспектів, скандували гасла та «озброювалися» олівцями[16][17][18][19]. Також акції відбулись у Хмельницкому[20], Донецьку[21], Одесі[22], Житомирі, Запоріжжі та Харкові.

#### Лютий
- 1 лютого 2011 року до Порядку денного восьмої сесії Верховної Ради України Постановою № 2951-VI включено розроблений Міністерством освіти, науки, молоді та спорту України і внесено від імені кількох народних депутатів законопроєкт «Про вищу освіту» № 7486-1.
- 10 лютого 2011 року у Києві у Прес-центрі інформагентства ЛІГАБізнесІнформ представники кампанії озвучили свої вимоги й зауваження. Вони були підтримані екс-директором Українського центру оцінювання якості освіти Ігорем Лікарчуком. Автор одного із депутатських законопроєктів Юрій Мірошниченко подякував студентам за критичні зауваження та пообіцяв учасникам врахувати їхні позиції. У разі незадоволення пропозицій представники студентства пообіцяли посилити протестні акції.[23]
- 16 лютого 2011 року активісти влаштували студентську прес-конференцію на асфальті під стінами Комітетів Верховної Ради, де відбувалося засідання Комітету з питань освіти. Учасники протесту тримали у руках власноруч намальовані картини та накреслені креслення, а також сиділи і займалися звичними для навчання справами — читали, щось конспектували, вирішували задачі. З їхніх слів, якщо законопроєкт буде таки ухвалений, в них заберуть право на освіту[24][25][26]. Жодного рішення цього дня Комітет не ухвалив[27].
- 28 лютого 2011 року відбулася друга всеукраїнська акція протесту проти законопроєкту № 7486-1. Студенти, викладачі, а також школярі та їхні батьки вийшли на вулиці в Донецьку[28], Хмельницькому[29], Сімферополі[30]. У Києві учасники акції, зібравшись біля виходу зі ст. м. Арсенальна у кількості бл. 300 осіб, рушили до Комітетів Верховної Ради, де, через провокації, сталася сутичка, в яку втрутилися представники Беркуту[31][32]. Оскільки могло скластися враження роз'єднаності студентського руху, учасники, що перебували по різні сторони кордону міліції, символічно побраталися[33]. Після завершення протесту провокатори прослідкували за його учасниками і на Контрактовій площі біля Києво-Могилянської академії напали на студентів, викладачів та випадкову перехожу. Серед нападників на акції були активісти ВО «Свобода», Соціал-націоналастичної асамблеї та інших ультраправих організацій; біля університету нападали представники СНА.[34][35][36] Під час акції невідомі перерізали кабелі звукового обладнання та розтрощили частину реманенту, що належали активістам ГР «Відсіч». Результатом акції стало створення експертної робочої групи МОНМС з доопрацювання міністерського проєкту Закону «Про вищу освіту», у яку увійшли представники від протестувальників.

#### Березень
- 10 березня 2011 року, після тривалих масових протестів студентів, законопроєкт № 7486-1 відкликано з реєстрації у Верховній Раді України[37]. Майже одразу після цього з'являється інформація про підготовку нового законопроєкту «Про вищу освіту», розробником якого виступив Дмитро Табачник та його відомство — МОНМС.
- 17 березня 2011 року у Києві у стінах Києво-Могилянської академії відбувається прес-конференція "Міносвіти дурить студентів? Небезпеки міністерського проєкту Закону «Про вищу освіту»[38], організована «антидеградантами». Причина — поява тексту нового законопроєкту, де зберігалися практично всі норми, проти яких виступали студенти[39]. За результатами роботи нещодавно створеної експертної робочої групи МОНМС з доопрацювання міністерського законопроєкту «Про вищу освіту», до якої після акцій був включений представник від протестувальників, стало зрозуміло, що вимоги не враховуються і представники міністерства не ідуть на діалог і будь-який компроміс[40].
- 28 березня 2011 року у Львові під місцевими ВНЗ в рамках кампанії «Проти деградації освіти» ГР «Відсіч» починає серію акцій «Вища освіта — біг з перешкодами». Студентам запропонували зіграти у гру: «пройти шлях до своєї вищої освіти, долаючи перешкоди, які нам хоче підсунути МОНМС». Мета акцій — показати як негативи останньої редакції законопроєкту «Про вищу освіту» зокрема, так і законотворчої політики міністерства в цілому. Цього дня акції пройшли біля Львівського національного університету імені Івана Франка та Національного університету «Львівська політехніка»[41].
- 30 березня 2011 року у Дублянах, що неподалік Львова, коло Львівського національного (державного) аграрного університету відбувається третя акція із серії «Вища освіта — біг з перешкодами».
- 31 березня 2011 року у Львові біля скляного корпусу Національного лісотехнічного університету студенти проводять четверту акцію із серії «Вища освіта — біг з перешкодами».

#### Квітень

Марш проти деградації освіти у Львові 13 квітня 2011 року

- 13 квітня 2011 року під стінами Львівської ОДА у Львові відбувається 3-4-тисячний студентський мітинг[42][43][44][45], під час якого учасники оголошують свої вимоги[46] та проголошують звернення «Освіта краще захищає свободу, ніж озброєне військо»[47] (фраза належить Едварду Еверетту). Протест почався біля пам'ятника Івану Франку і продовжився ходою до адміністрації. Акцію також можна віднести до «АнтиТабачної кампанії», оскільки учасники вимагали зокрема й відставки Дмитра Табачника та керівництва МОНМС.[48]

#### Травень
- 13 травня 2011 року представники від протестувальників експертної робочої групи МОНМС з доопрацювання міністерського законопроєкту «Про вищу освіту» вийшли зі складу групи, оскільки всі вимоги «антидеградантів» були проігноровані. Цього ж дня свою редакцію проєкту закону міністерство рекомендувало направити на погодження з центральними органами влади.[49][50]
- 17 травня 2011 року у Києві біля Червоного корпусу КНУ імені Т. Г. Шевченка відбулась прес-конференція, на якій активісти заявили про те, що навіть після перемовин зі студентами у останній редакції законопроєкту «Про вищу освіту» лишилися норми, які звужують права студентів та викладачів. Було оголошено про всеукраїнський бунт 25 травня.[51][52]

Афіша Всеукраїнського бунту «Проти деградації освіти» 25 травня 2011 року (варіант для акції у Києві)

- 25 травня 2011 року у 20 містах України[53] відбувається третя загальноукраїнська акція — "Всеукраїнський бунт «Проти деградації освіти»[54]. Цього дня протести пройшли у Києві[55][56], Сімферополі[57], Івано-Франківську[58], Одесі[59], Житомирі[60], Хмельницькому[61], Донецьку[62], Рівному[63], Севастополі, Луцьку[64][65], Львові (дебати просто неба «Вища освіта: через терни в нікуди?»)[66], Дніпропетровську, Луганську, Харкові, Тернополі, Кам'янець-Подільському, Каневі, Каховці, Миколаєві, Бердянську та Острозі. Позицію студентства України також підтримав Європейський союз студентів та активісти «Вуличного університету» Санкт-Петербурга[67]. У Києві під Адміністрацію Президента, де відбувався мітинг «Проти деградації освіти», завчасно прийшли проплечені молоді люди (т. зв. «покєМОНи») у кількості до 50-ти осіб[68][69]. Тим часом підконтрольні МОНМС студенти збираються, щоб висловити думки про позитивність законопроєкту «Про вищу освіту»[70]. Згодом міністр Дмитро Табачник на прес-конференції наполягає на тому, що всі вимоги студентів враховані. Насправді, це не відповідає дійсності[71][72].

#### Червень
- 21 червня 2011 року у Києві біля Кабінету Міністрів у вигляді театралізованого дійства відбулась прес-конференція студентських активістів, викладачів. Причина проведення — інформація, згідно з якою 23 червня могло відбутися в порушення процедури затвердження законопроєкту на рівні уряду. Студенти висловили готовність продовжити протести у вересні та, окрім іншого, вимагали відставки керівництва МОНМС.[73][74] Акція одночасно відноситься до «АнтиТабачної кампанії». Цього ж дня представники підконтрольних МОНМС студентських організацій провели свою прес-конференцію, на якій закликали підтримати законопроєкт[75].

#### Вересень
- 1 вересня 2011 року у 8-ми містах України активісти ГР «Відсіч», вже традиційно на День знань[76][77], провели акцію «З Табачника реформ, як з козла молока». Основна ідея всеукраїнської акції — наголосити на невиконаних обіцянках міністра Дмитра Табачника, брехні, зокрема й щодо законопроєкту «Про вищу освіту», та посадовій некомпетентності[78]. У Києві під Адміністрацію Президента студенти притягли саморобну цистерну для молока, з якої можна було налити лише підсолоджену воду, що символізувало «порожні» обіцянки міністра[79][80]. У Львові на Площі Ринок було символічно встановлено пам'ятник міністру-козлу[81]. У Вінниці учасники акції та всі охочі стрибали через козла (спортивний снаряд). У Донецьку мешканцям міста показали «міністерську кухню», куди потрапляє «усілякий непотріб». У Луцьку студенти показували поламаного будівельного козла, з якого, на їхню думку, «не можна нічого взяти»[82]. У Черкасах на Соборній площі активісти порівняли реформи Табачника зі стіною, з якої вивалюються цеглини та з хитким і пошарпаним будівельним козлом[83][84]. Також акції відбулись у Дрогобичі та Житомирі. Акція одночасно відноситься і до «АнтиТабачної кампанії».
- 22 вересня 2011 року у Києві починається дводенний "Форум міністрів освіти європейських країн «Школа XXI століття: Київські ініціативи»[85]. На противагу йому студенти та активісти НСП «Пряма дія» проводять студентський контрфорум «Інший бік освіти». Серед вимог мітингувальників: недопущення введення платних послуг і підвищення вартості навчання, стипендія на рівні прожиткового мінімуму, вільний вибір предметів та цілодобовий доступ до гуртожитків тощо, що частково стосується недопущення ухвалення одіозного законопроєкту «Про вищу освіту», про що теж зазначалося під час проведення альтернативного громадського заходу. Цього дня суд, аргументуючи проведенням Форуму, заборонив будь-які акції у центрі міста, однак у списку заборонених місць не було Софійської площі. Студенти вирішили зібратися на Михайлівській площі. Після деяких суперечок із судовим виконавцем, рушили в бік Софійської площі, однак поряд з колоною, у сквері біля Михайлівської вулиці, де складувалася звукова апаратура учасників ходи (яку активісти хотіли забрати), виникла сутичка з міліцією, яка забороняла її брати і намагалась незаконно конфіскувати. Під час цього затримали активіста НСП «Пряма дія». На цей момент більшість учасників колони вже покинула це місце. Прицівники міліції повели і затягли хлопця до автобуса з Беркутом на Михайлівській площі. Близько 6-10 учасників протесту побігли з'ясовувати, на якій підставі відбулося затримання, в результаті чого з цього автобуса вибіг Беркут і без пояснень почав розштовхувати людей, затримавши одного активіста ГР «Відсіч» та затягнувши його у той самий автобус. Тим часом на перехресті Володимирського проїзду з вулицею Малою Житомирською сталася друга сутичка з міліцією, яка перегородила шлях колоні до Софійської площі. Попри те, що учасники переходили вулицю нерегульованим пішохідним переходом, підполковник міліції Петро Онищенко оголосив, що переймає на себе обов'язки регулювальника[86]. Під час сутички були затримані ще двоє активістів НСП «Пряма дія». У автозаку беркутівці били одного з активістів та поводились брутально із затриманими[87]. Всі затримані були доправлені до 4-го територіального відділення міліції Шевченківського РУ ГУ МВС у м. Києві[88], де їм не висунули жодних звинувачень та відпустили. Пізніше заступник речника Київської міліції заявив, що під час акції нікого не затримували, а лише запросили на бесіду. Учасники акції безперешкодно провели мітинг на Софійської площі та розійшлись до наступного дня.[89][90][91][92]
- 23 вересня 2011 року у Києві триває «Форум міністрів освіти…», а з ним і студентський контрфорум «Інший бік освіти». Цього дня маршрут ходи від Михайлівської площі Трьохсвятительською вулицею до Європейської площі не був заборонений судовим рішенням, однак міліція та спецпідрозділ «Беркут» (яких на площу було стягнено близько 300 осіб) перегородили шлях у напрямку ходи. Студенти влаштували сидячий протест просто під кордоном міліції. За різними свідченнями внаслідок нескоординованих дій або провокацій футбольних хуліганів[93] близько 5 людей кидаються бігти у протилежний бік від кордону. Міліція та Беркут одразу беруть більшу частину протестуючих у кільце, де створюється тиснява, яку згодом послаблюють. Активістів тримають 2 години. Весь цей час тривали перемовини організаторів акції з керівництвом силовиків, в тому числі за участю народних депутатів України. В результаті колоні таки дозволяють рушити Трьохсвятительською вулицею до Європейської площі, де мітинг завершується. Вже після акції активісти намагалися пройти в напрямку вулиці Інститутської, де проходить «Форум міністрів освіти…», але молодих людей не пускала міліція.[89] За результатами проведеного Форуму стало зрозуміло, що міністри більшості країн Європи його проігнорували[94].

#### Жовтень
- 19 жовтня 2011 року у Києві на Майдані Незалежності пройшов студентський круглий стіл (прес-конференція) «Псевдореферендум від Табачника: чергова фальсифікація збанкрутілого «реформатора», під час якого було попереджено про проведення 24 жовтня 3-ма підконтрольними МОНМС студентськими організаціями так званого «референдуму» щодо законопроєкту «Про вищу освіту». Активісти закликали бойкотувати «референдум» через його нерепрезентативність та маніпулятивність і відверту брехню у сформульованих винесених питаннях.[95]
- 24 жовтня 2011 року у багатьох найбільших вишах України пройшов «референдум», офіційно організований трьома підконтрольними МОНМС студентськими організаціями («Студентський захист», «Національний студентський союз», «Асоціація правозахисних організаторів студентів»). Окрім того, що проведення подібного опитування не можна називати референдумом, оскільки воно не репрезентативне, незалежного контролю за підрахунком голосів не було здійснено, питання у бюлетені містили недостовірні ствердження та формулювались маніпулятивно[96]. У зв'язку з цим активісти вирішили здійснити у місцях безпосереднього проведення псевдореферендуму біля відповідних ВНЗ акції задля роз'яснення студентам суті провладного заходу та законопроєкту «Про вищу освіту». У Києві учасники ГР «Відсіч» під стінами КНЕУ ім. В. Гетьмана та корпусу КУ ім.. Б. Грінченка на Оболоні провели театралізоване дійство: шулер у масці Дмитра Табачника пропонував пограти у наперстки (символічно: пограти з українською освітою), де міністр, у результаті, неодмінно вигравав. Під обома університетами на активістів напали невідомі особи, які не представлялися і називали себе охоронцями. Під останнім вишем студентам навіть довелось викликати міліцію, щоб припинити протиправні дії невідомих, які виконували вказівки проректора з науково-педагогічної роботи Вікторії Соломатової.[97][98] У Рівному активісти НСП «Пряма дія» та ВМО «ФРІ» протестували біля НУВГП. Проведенню акції перешкоджали проректор університету та міліція.[99] У Донецьку НСП «Пряма дія» та ВМО «ФРІ» під пунктами голосування близько 3, 5 та 8 корпусів ДонНТУ провели роздачу «шпаргалок» (листівок з поясненнями норм законопроєкту, які винесли на псевдореферендум)[100].
- 28 жовтня 2011 року у Києві під час III всеукраїнського з'їзду працівників освіти, що відбувався у Національному авіаційному університеті, студенти звернулись до делегатів освітянського з'їзду з проханням не схвалювати освітню політику МОНМС. Звернення поширювалося у інтернеті й роздавалась безпосередньо делегатам перед з'їздом.[101][102][103]

#### Листопад

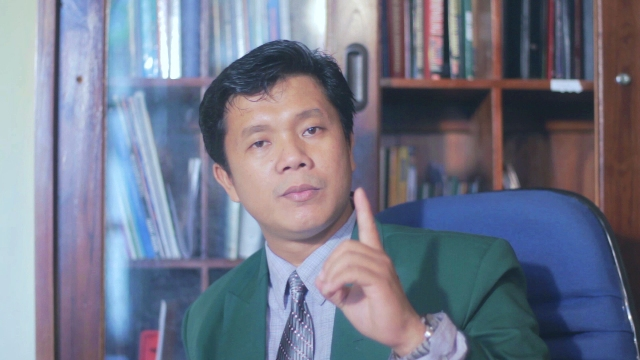
Мотиватор «Студентська зброя» для виставки 16 листопада 2011 року

- 16 листопада 2011 року у Києві під головним офісом Партії регіонів активісти ГР «Відсіч» влаштували виставку «зброї», яку вони можуть застосувати проти влади, якщо вона дозволить ухвалення низки законопроєктів, які зменшують права громадян, соціальний захист тощо. Найбільшу увагу активісти звернули на недопущення ухвалення законопроєкту «Про вищу освіту».[104] Представникам провладної партії передали звернення[105].
- 17 листопада 2011 року у Києві студенти у свій день під парканом МОНМС провели флешмоб. За сценарієм молодь мала вишукуватись у чергу до міністерства з написаними скаргами щодо імітації відомством підтримки студентством законопроєкту «Про вищу освіту» на псевдореферендумі 24 жовтня. До протестувальників вийшов директор департаменту вищої освіти Ярослав Болюбаш, з яким зав'язалась тривала дискусія. Міліція не пускала студентів до міністерства, щоб там прийняли скарги, тому вони їх накололи на паркан.[106]

#### Грудень
- 28 грудня 2011 року відбувається реєстрація у Верховній Раді законопроєкту «Про вищу освіту» № 9655 від імені Кабінету Міністрів України.
- 30 грудня 2011 року альтернативний законопроєкт «Про вищу освіту» № 9655-1 подають на реєстрацію у Верховній Раді представники парламентської опозиції — Леся Оробець та Арсеній Яценюк.

### 2012 рік

#### Січень
- 6 січня 2012 року у Верховній Раді проходить реєстрація ще одного альтернативного законопроєкту «Про вищу освіту» № 9655-2 Юрієм Мірошниченком (представником Президента України у Верховній Раді).
- 10 січня 2012 року у Києві, у зв'язку з реєстрацією 28 грудня проєкту Закону № 9655, студенти, незважаючи на новорічно-різдвяні свята, зібралися під Комітетами Верховної Ради, щоб завадити планам влади поставити цей документ до розгляду на пленарний тиждень. Студенти влаштували театралізоване дійство, під час якого Дід Мороз у масці одного із основних ініціаторів законопроєкту (Максима Луцького) приніс подарунок — коробку, у якій лежав законопроєкт, що раптово «вибухнув». Активісти вирішили «повернути такий подарунок його розробникам». Всі почали заходити до приміщення Комітетів, однак охорона не хотіла ані пускати студентів, ані приймати коробку, щоб передати її Максиму Луцькому. У результаті створилась тиснява, декілька активістів отримали легкі тілесні ушкодження, було зламано 2 мегафони. Міліця намагалася вирвати по одному студентів зі входу. Опісля цього, пан Луцький вийшов до молоді, де почалася дискусія, у якій він використовував старі й завчені псевдоаргументи. Студенти відмовились вірити йому.[107] Як наслідок словесної перепалки, трьох представників від протестувальників допустили на засідання Комітету з питань науки і освіти, що відбувалося цього дня. Жодного рішення щодо законопроєкту там не ухвалили. Згодом з'явився висновок Головного науково-експертного управління Верховної Ради щодо проєкту Закону № 9655 — негативний щодо ухвалення документа[108].[109]
- 11 січня 2012 року — внесення до порядку денного сесії Верховної Ради України трьох законопроєктів «Про вищу освіту» (№ 9655, № 9655-1, № 9655-2)[110]. Однак згодом розгляд відклали на наступну сесію.
- 17 січня 2012 року у Києві у прес-центрі «УНІАН» один із ініціаторів та розробників законопроєкту № 9655, директор департаменту вищої освіти МОНМС Ярослав Болюбаш провів прес-конференцію на тему «Три законопроєкти про вищу освіту: що далі?»[111][112] Знаючи і розуміючи, що під час заходу ці питання не будуть озвучені об'єктивно, студенти, учасники кампанії, у цей самий день завчасно під стінами прес-центру провели свою прес-конференцію «Що нового студенти чекають у 2012 році»[113], де обговорили ті самі питання.[114]

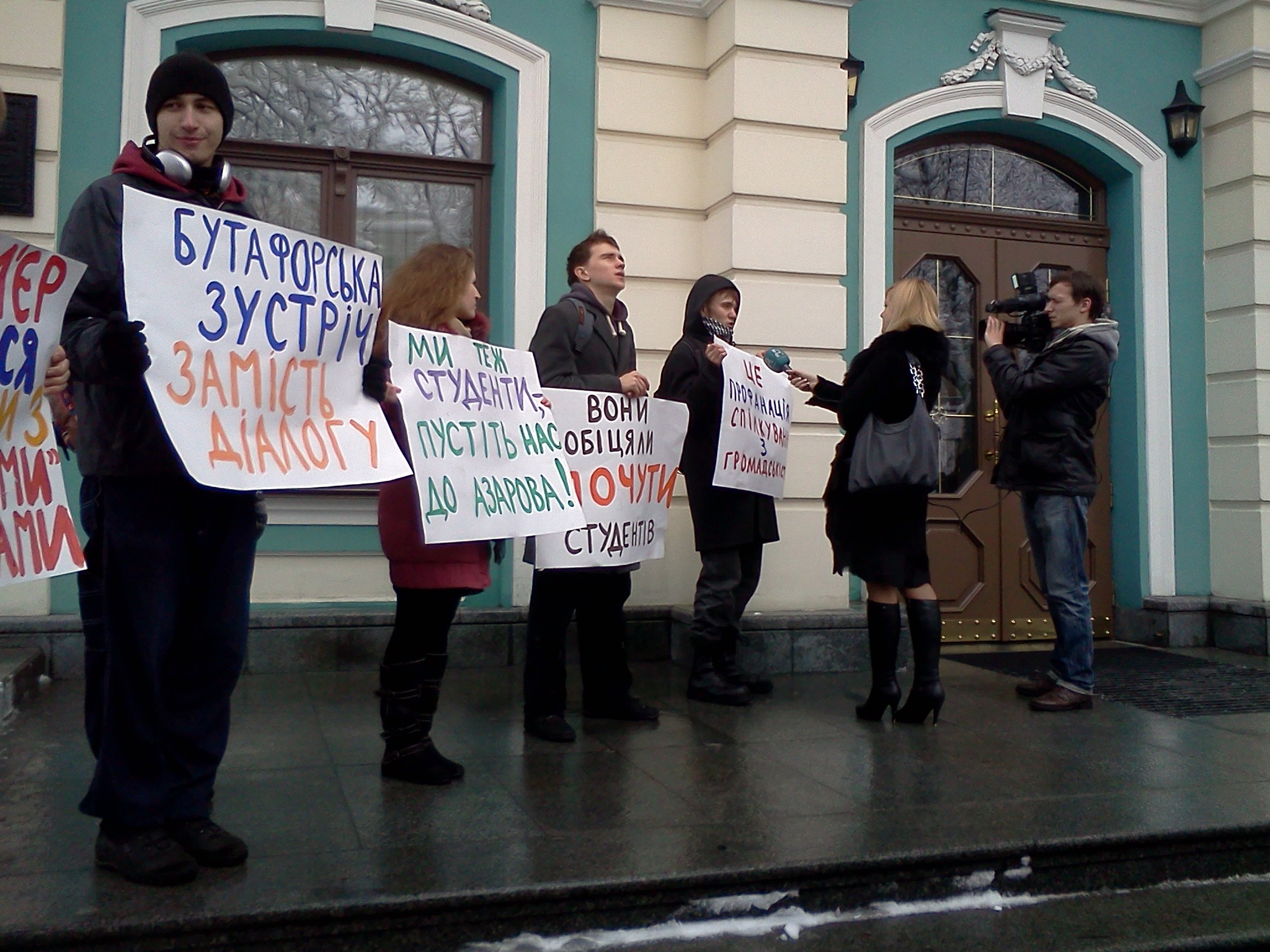
Спонтанна акція протесту проти ухвалення законопроєкту «Про вищу освіту» біля Клубу Кабінету Міністрів у Києві, 24 січня 2012 року

- 24 січня 2012 року у Києві у Клубі Кабінету Міністрів України після засідання Комітету Верховної Ради 10 січня була запланована, ініційована Прем'єр-міністром України Миколою Азаровим, зустріч із представниками навчальних закладів без участі МОНМС для обговорення законопроєкту № 9655. На зустріч запросили представників від протестувальників, однак на засідання допустили лише декілька осіб (в остаточному узгодженому списку було 15 людей), внаслідок чого виникла спонтанна акція протесту, під час якої працівники міліції намагалися завадити її проведенню, демонструючи незнання своїх обов'язків[115]. Згодом, за особистим проханням Миколи Азарова, до зустрічі допустили одного учасника, однак не впустили назад іншого представника від студентів, який вийшов із зустрічі, щоб допомогти розібратися із ситуацією. Незабаром на активістку ГР «Відсіч» Катерину Чепуру міліція склала протокол, незважаючи на відсутність правопорушень з її боку[86][116]. Результатом зустрічі стало створення робочої групи із доопрацювання законопроєкту «Про вищу освіту», куди включили студентських протестувальників. Головою групи призначили в. о. ректора КПІ Михайла Згуровського.[117][118]
- 30 січня 2012 року учасники кампанії, попередньо опрацювавши, оприлюднили свої пропозиції до оперативної робочої групи щодо положень законопроєкту[119].

#### Лютий
- 2 — 17 лютого 2012 року без вихідних і загалом понаднормово за часом у аудиторіях КПІ триває робота у групі з доопрацювання законопроєкту «Про вищу освіту»[120]. Участь взяли близько 60-ти людей з більш як 30-ти установ та організацій. До групи з більш ніж 100 установ та організацій та від ще більшої кількості фахівців у галузі освіти, науки, державного управління та бізнесу надійшло понад 3000 пропозицій, які були розглянуті та опрацьовані. Спочатку групу було поділено на 4 цільові підгрупи (освіта, наука, управління вищими навчальними закладами, студентські питання), а у кінці роботи всіх об'єднано задля узагальнення напрацьованого за напрямками. Всі рішення ухвалювалися консенсусом. Результат доопрацювання — написано новий текст законопроєкту з урахуванням усіх пропозицій та всього найкращого, на думку учасників, з проєктів законів № 9655-1 та № 9655-2. Прем'єр-міністрові Миколі Азарову рекомендовано відкликати законопроєкт № 9655.[121] Свій законопроєкт № 9655-2 готовий відкликати Юрій Мірошниченко[122]. У засіданнях групи брав участь колишній противник студентських протестів проти ухвалення законопроєкту, координатор підконтрольної МОНМС громадської ініціативи «Студентський захист» Андрій Черних, який, після засідань робочої групи, також підтримав новорозроблений документ[123].
- 21 лютого 2012 року у Києві у Клубі Кабінету Міністрів України відбулась друга зустріч з Прем'єр-міністром України Миколою Азаровим, під час якої схвалили новий документ та вирішили направити його групі на юридичне доопрацювання на термін у два тижні. Проти законопроєкту виступили лише голова підконтрольної МОНМС Всеукраїнської студентської ради Анастасія Сабова та учасник зустрічі з КНУ імені Т. Г. Шевченка Артем Нікіфоров. Вони обидва самоусунулися від участі у робочій групі. Аргумент непідтримки від А. Сабової — «розробляли законопроєкт не студенти».[124][125]
- 25 лютого 2012 року у Миколаєві відбулася ІІ Всеукраїнська студентська рада підконтрольних МОНМС студентських організацій, які раніше постійно виступали з підтримкою міністерських законопроєктів. На захід був делегований представник від робочої групи з доопрацювання законопроєкту «Про вищу освіту». Учасники засідання демонстрували повне незнання питань, винесених на обговорення. Рішення чітко сформульовані не були. Представниця від робочої групи Катерина Чепура вбачає причину проведення з'їзду у критиці щодо бездіяльності, озвученій Анастасії Сабовій 21 лютого під час круглого столу[126].

#### Березень
- 6 березня 2012 року у Києві відбувається останнє засідання робочої групи з доопрацювання законопроєкту «Про вищу освіту» перед поданням документу на розгляд Кабінету Міністрів.
- 7 березня 2012 року проєкт закону у редакції робочої групи подали до Кабінету Міністрів для подальшого розгляду та внесення до Верховної Ради.[127]
- 14 березня 2012 року у будинку Федерації профспілок України відбувся «Київський форум» на тему «Молодь столиці: реалії сьогодення, перспективи завтрашнього дня», де зокрема обговорили питання освіти та законопроєкту «Про вищу освіту». Активісти кампанії нагадали та загострили питання ухвалення проєкту закону у старій редакції та наголосили на тому, що небезпека цього ще існує.[128]
- 27 березня 2012 року в інформаційному агентстві «Укрінформ» відбувся Круглий стіл «Законодавче забезпечення реформування вищої освіти в Україні». На заході активно обговорювали реформування освіти, перш за все за допомогою ухвалення законопроєкту «Про вищу освіту».[129]

#### Квітень
- 4 квітня 2012 року у Печерському районному суді міста Києва відбулося судове засідання щодо подій 24 січня 2012 року. Адміністративну справу проти активістки Катерини Чепури закрили за відсутністю доказів про скоєння правопорушення.[130]
- 25 квітня 2012 року в Кабінеті Міністрів України на нараді в Прем'єр-міністра Микола Азаров зробив, за його словами, остаточний вибір на користь законопроєкту «Про вищу освіту», розробленого робочою групою під керівництвом ректора НТУУ КПІ Михайла Згуровського.[131][132] На нараді було створено нову робочу групу, до якої увійшли як представники громадськості, так і влади, зокрема представники міністерства освіти і науки, молоді та спорту.[133]

#### Травень
- 10 травня 2012 року відбулася нарада робочої групи на чолі із Михайлом Згуровським, після якої законопроєкт з узгодженими та неузгодженими правками був направлений до Кабінету Міністрів України.[134]
- 18 травня 2012 року перший заступник Міністра освіти і науки, молоді та спорту Євген Суліма дав зрозуміти, що його відомство, очолюване Дмитром Табачником, не буде миритися із правками, внесеними робочою групою Згуровського до законопроєкту № 9655.[135]
- 28 травня 2012 року активісти кампанії висловили Миколі Азарову своє занепокоєння останніми діями Євгена Суліми та МОНМС.[136]

#### Червень
- 1 червня 2012 року Прем'єр-міністр Микола Азаров висловив сподівання, що законопроєкт «Про вищу освіту» буде ухвалений Верховною Радою у 2012 році. На прохання членів робочої групи він дав час на доопрацювання документа до 11 червня.[137][138][139]

#### Грудень
- 3 грудня 2012 року Кабінет Міністрів України затвердив нову редакцію законопроєкту «Про вищу освіту». Текст документу не був оприлюднений.[140][141][142]
- 28 грудня 2012 року активісти, що брали учать у протестах у рамках кампанії «Проти деградації освіти», опублікували підсумки року, де назвали переваги законопроєкту «Про вищу освіту», розробленого громадськістю.[143][144]
- 28 грудня 2012 року у Верховній Раді України зареєстровано проєкт закону «Про вищу освіту» під № 1187 за ініціюванням народних депутатів від Партії регіонів Сергія Ківалова, Григорія Калетніка та Миколи Сороки. Документ дуже схожий на законопроєкт № 7486-1.[145][146]
- 29 грудня 2012 року новозареєстрований законопроєкт «Про вищу освіту» № 1187 проаналізував та розкритикував координатор ГІ «Студентський захист» Андрій Черних.[147]

### 2013 рік

#### Січень
- 11 січня 2013 року видання «Тексти» оприлюднило текст законопроєкту «Про вищу освіту», який 14 січня, за твердженням ресурсу, Кабінет Міністрів України мав ухвалити та зареєструвати у Верховній Раді.[148]
- 11 січня 2013 року у Верховній Раді України зареєстровано проєкт закону «Про вищу освіту» під № 1187-1 за ініціюванням народних депутатів від опозиції Арсенія Яценюка, Віталія Кличка, Олега Тягнибока, Лілії Гриневич, Олесі Оробець, Ростислава Павленка, Павла Розенка, Олександра Сича й Ірини Фаріон.
- 14 січня 2013 року, у день прогнозованого розгляду та затвердження законопроєкту «Про вищу освіту» від Кабінету Міністрів, активісти заявили про те, що текст документу, розробленого громадськістю на початку 2012 року, повністю переписаний після доопрацювання міністерствами. На думку активістів, законопроєкт більше нагадує попередній проєкт закону Кабінету Міністрів, який був розроблений МОНМС і викликав бурхливі протести громадськості. Активісти висловили готовність відновити кампанію протесту в разі просування та ухвалення переробленого законопроєкту.[149]

- 21 січня 2013 року у Верховній Раді України за поданням народного депутата Віктора Балоги зареєтровано проєкт закону «Про вищу освіту» під № 1187-2. Документ — законопроєкт, розроблений робочою групою під головуванням Михайла Згуровського на початку 2012 року.[150][151][152]

#### Лютий

Перформанс «Гри у наперстки» Азарова та Табачника. 7 лютого 2013 року

- 7 лютого 2013 року у Києві під Кабінетом Міністрів України активісти кампанії провели акцію протесту «Гра у наперстки», під час якої у вигляді перформансу продемонстрували, що Прем'єр-міністр Микола Азаров надурив студентів, оскільки він обіцяв просувати законопроєкт «Про вищу освіту», розроблений робочою групою під головуванням Михайла Згуровського. Однак, за словами активістів, він став ігнорувати це питання, в той час як Партія регіонів стала просувати законопроєкт № 1187, що майже не відрізняється від законопроєкту № 7486-1, який просував Дмитро Табачник.[153][154][155][156][157]

Акція під Комітетами Верховної Ради з питань науки і освіти. 27 лютого 2013 року

- 27 лютого 2013 року у Києві під будівлею Комітетів Верховної Ради з питань науки і освіти активісти кампанії провели акцію з вимогою не приймати законопроєкт № 1187. Організатори влаштували імпровізоване дійство, зібравши побажання присутніх студентів у скарбнички у вигляді керамічних свиней та поставивши їх на килим. За словами активістів, «свині» символізують трьох народних депутатів, які є ініціаторами законопроєкту. Пізніше троє представників студентів як делегати пішли на засідання Комітету, яке відбулося цього дня[158]. Протягом п'ятнадцяти хвилин їх не пускала міліція, внаслідок чого виникла штовханина. На засіданні представники політичної опозиції заявили, що не голосуватимуть за законопроєкт № 1187 та готові підтримувати проєкти законів № 1187-1 та 1187-2. Деякі ректори університетів з південних областей висловлювались за ухвалення законопроєкту № 1187. Студентські активісти на місце відсутнього у президії актора законопроєкту № 1187 Григорія Калетніка символічно поклали керамічних свиней.[159][160][161][162][163][164][165][166][167]

#### Березень
- 6 березня 2013 року у Києві під МОНом активісти кампанії провели пікетування з вимогою до міністерства не втручатися у студентське життя. Зокрема, активісти згадали нещодавню спробу рейдерства щодо Студентської ради Києва, коли невідомі особи фіктивно обрали головою ради Артема Нікіфорова, у той час як того ж дня студрада кворумом обрала головою Оксану Дяченко. Під відомство також прийшли так звані «покеМОНи». Представники МОНу запросили обидві сторони до будівлі, де обговорили питання. Активістка ГР «Відсіч» також зауважила, що студентство проти ухвалення законопроєкту № 1187, а потім символічно спробувала вручити ляльку предстванику міністерства, що головував на засіданні.[168][169]
- 11 березня 2013 року Комітет Верховної Ради України з питань науки і освіти рекомендував прийняти за основу один з альтернативних законопроєктів (№ 1187-1, 1187-2) з дорученням головному комітету підготувати його до другого читання.[170]
- 28 березня 2013 року у Києві у приміщенні видавництва «Смолоскип» відбувся круглий стіл «Наслідки можливого нівелювання ролі ЗНО при вступі до вищих навчальних закладів». Участь у столі взяли школярі з різних міст України, які, зокрема, розкритикували новації, які вводить законопроєкт № 1187.[171][172][173]

#### Травень
- 22 травня 2013 року під час представлення народним депутатам України та академічній спільноті трьох законопроєктів про вищу освіту, зареєстрованих у Верховній Раді, Лілія Гриневич заявила, що опозиція розуміє неможливість ухвалення в нинішній Верховній Раді опозиційного законопроєкту № 1187-1. Тому заради майбутнього вищої освіти погоджується підтримати подібний до опозиційного за духом і концепцією законопроєкт № 1187-2. Голова комітету закликала Партію регіонів зробити такий самий компромісний крок заради вищої освіти.[174] На засіданні Комітет Верховної Ради України з питань освіти і науки рекомендував прийняти за основу проєкт закону № 1187-2.[175]

#### Червень
- 3 червня 2013 року стартувала кампанія на захист ЗНО.
- 6 червня 2013 року у Львові активісти кампанії провели акцію «Освіта все вище і вище» з метою привернути увагу до ситуації, що складається у вищій освіті. Учасники вимагали від Дмитра Табачника провести чесно й прозоро найближчі вибори ректора ЛНУ імені Івана Франка. Також активісти наголошували на загрозах, які можуть виникнути в разі ухвалення законопроєкту № 1187.[176][177][178][179]

#### Вересень
- 1 вересня 2013 року у Києві на День знань активісти кампанії провели театралізовану акцію з метою привернути увагу до загроз, які несуть в собі норми законопроєктів № 1187 та 2060а. Сюжет акції полягав у тому, що автори законопроєктів та міністр освіти та науки Дмитро Табачник намагалися вручити школяру, студентці та викладачу «подарунки», які символізували хабарництво, збільшення суми плати за контрактне навчання, зменшення кількості студентів, які отримуватимуть стипендії, та зменшення автономії вишів.[180][181]

## Кампанія на захист ЗНО
Громадянська кампанія під такою назвою виникла 3 червня 2013 року з метою захистити зовнішнє незалежне оцінювання від скасування та/або знівелювання його значення при вступі абітурієнтів до вищих навчальних закладів. Розпочали активісти Громадянського руху «Відсіч» у рамках кампанії «Проти деградації освіти» у відповідь на реєстрацію у Верховній Раді України 18 травня 2013 року Проєкту закону про внесення змін до Закону України «Про вищу освіту» під № 2060а.
Під час здійснення кампанії активісти влітку 2013 року переважно поширюють листівки біля вищих навчальних закладів, в яких розповідають наслідки для ЗНО в разі ухвалення законопроєктів № 2060а та № 1187 «Про вищу освіту». Активісти також розповідають про роль ініціаторів та авторів законопроєктів, зокрема про Григорія Калетніка, Ігоря Калєтніка, Сергія Ківалова та Миколу Сороку.
Кампанія проходить переважно без ексцесів. Однак у Вінниці біля Вінницького національного аграрного університету активісти, а також журналісти, постійно стикаються з побиттями та нападами з боку керівництва вишу, членів «Добровільної народної дружини» та студентів. Президентом і колишнім ректором університету є Григорій Калетнік.

## Результати
Усі спроби ухвалити законопроєкти, проти яких виступала громадськість, закінчилися невдачею. 2012 року дослідники через це називали український студентський рух найуспішнішим у Європі, попри його слабкість.
8 квітня 2014 року Верховна Рада України проголосувала у першому читанні за один з альтернативних законопроєктів, зареєстрованих у парламенті, — № 1187-2. Після цього голосування за законопроєкт у другому читанні, на думку активістів, затягувалось. Студенти провели декілька акцій з вимогами якнайшвидшого ухвалення законопроєкту. 1 липня законопроєкт був ухвалений у другому читанні, а 1 серпня — підписаний Президентом України. Введений в дію — 6 вересня 2014 року.

## Гасла
- «Свобода, рівність, студентська солідарність!»
- «Студенти всього світу за вільну освіту!»
- «Бунтуй, кохай, права не віддавай!»
- «Ви нам корупцію — ми вам революцію!»
- «Знання не товар, універ не базар.»
- «Депутатів на заводи, хай працюють ці уроди.»
- «Депутатів на село, хай працюють — ололо.»
- «Студентів не спинити!»
- «Освіту не здамо!»
- «Знищим корупцію — зробим революцію»[48]
- «В загрібущі руки МОН універ не віддамо» або «В загрібущі лапи МОН універ не віддамо».
- «Азаров у кабміні — освіта у руїні.» (З 02.2013)
- «Не вирішиш питання — отримаєш повстання.» (З 02.2013)
- «Азарову освіта — як мертвому кобіта!» (З 02.2013)
- «Хто в Кабміні, озовися: чи не видно кровосіся.» (З 02.2013)
- «Азаров, шахрай, освіти не чіпай!» (З 02.2013)
- «Азаров — кідалов!» (З 02.2013)
- «Реґіони махлювали і закон громадський вкрали.» (З 02.2013)
- «Депутати біло-сині, не поводьтеся як свині!» (З 02.2013)
- «Реґіони, як ворони, — пишуть чорнії закони.» (З 02.2013)

### Проєкти Законів
- Проєкт Закону про вищу освіту № 7486-1 від 22.12.2010 на сайті Верховної Ради України
- Проєкт Закону про вищу освіту № 9655 від 28.12.2011 на сайті Верховної Ради України
- Проєкт Закону про вищу освіту № 9655-1 від 30.12.2011[недоступне посилання з липня 2019] на сайті Верховної Ради України
- Проєкт Закону про вищу освіту № 9655-2 від 06.01.2012[недоступне посилання з липня 2019] на сайті Верховної Ради України
- Проєкт Закону про вищу освіту № 1187 від 28.12.2012 [Архівовано 18 липня 2013 у Wayback Machine.] на сайті Верховної Ради України
- Проєкт Закону про вищу освіту № 1187-1 від 11.01.2013[недоступне посилання з липня 2019] на сайті Верховної Ради України
- Проєкт Закону про вищу освіту № 1187-2 від 21.01.2013[недоступне посилання з липня 2019] на сайті Верховної Ради України
- Проєкт Закону про внесення змін до Закону України «Про вищу освіту» … № 2060а від 18.05.2013 [Архівовано 26 січня 2022 у Wayback Machine.] на сайті Верховної Ради України